# Liste des dirigeants du Kosovo
 (août 2024).
Si vous disposez d'ouvrages ou d'articles de référence ou si vous connaissez des sites web de qualité traitant du thème abordé ici, merci de compléter l'article en donnant les références utiles à sa vérifiabilité et en les liant à la section « Notes et références ».
Pour un article plus général, voir Kosovo.
Cet article recense les dirigeants du Kosovo sous toutes ses formes depuis 1944.

## Province autonome socialiste du Kosovo-Métochie(1944-1990)
| Chef du Comité de libération du peuple (1944-1945) | Chef du Comité de libération du peuple (1944-1945) | Chef du Comité de libération du peuple (1944-1945) | Chef du Comité de libération du peuple (1944-1945) | Chef du Comité de libération du peuple (1944-1945) | Chef du Comité de libération du peuple (1944-1945) | Chef du Comité de libération du peuple (1944-1945) |
| Titulaire                                          | Titulaire                                          | Titulaire                                          | Mandat                                             | Mandat                                             | Parti                                              |                                                    |
| Titulaire                                          | Titulaire                                          | Titulaire                                          | Début                                              | Fin                                                | Parti                                              |                                                    |
| -------------------------------------------------- | -------------------------------------------------- | -------------------------------------------------- | -------------------------------------------------- | -------------------------------------------------- | -------------------------------------------------- | -------------------------------------------------- |
| 1                                                  | Mehmed Hoxha                                       |                                                    | 1er janvier 1944                                   | 11 juillet 1945                                    | Parti communiste de Yougoslavie                    |                                                    |
| Président de l'Assemblée (1945-1974)               |                                                    |                                                    |                                                    |                                                    |                                                    |                                                    |
| 1                                                  | Fadil Hoxha 1er mandat                             |                                                    | 11 juillet 1945                                    | 20 février 1953                                    | Parti communiste de Yougoslavie                    |                                                    |
| 1                                                  | Fadil Hoxha 1er mandat                             | Ligue des communistes de Yougoslavie               | 11 juillet 1945                                    | 20 février 1953                                    |                                                    |                                                    |
| 2                                                  | Ismet Saqiri                                       |                                                    | 20 février 1953                                    | 12 décembre 1953                                   | Ligue des communistes de Yougoslavie               |                                                    |
| 3                                                  | Đorđije Pajković                                   |                                                    | 12 décembre 1953                                   | 5 mai 1956                                         | Ligue des communistes de Yougoslavie               |                                                    |
| 4                                                  | Pavle Jovićević                                    |                                                    | 5 mai 1956                                         | 4 avril 1960                                       | Ligue des communistes de Yougoslavie               |                                                    |
| 5                                                  | Dušan Mugoša                                       |                                                    | 4 avril 1960                                       | 18 juin 1963                                       | Ligue des communistes de Yougoslavie               |                                                    |
| 6                                                  | Stanoje Akšić                                      |                                                    | 18 juin 1963                                       | 24 juin 1967                                       | Ligue des communistes de Yougoslavie               |                                                    |
| (1)                                                | Fadil Hoxha 2ème mandat                            |                                                    | 24 juin 1967                                       | 7 mai 1969                                         | Ligue des communistes de Yougoslavie               |                                                    |
| 8                                                  | Ilaz Kurteshi                                      |                                                    | 7 mai 1969                                         | mai 1974                                           | Ligue des communistes de Yougoslavie               |                                                    |
| Président de l'Assemblée (1974-1990)               |                                                    |                                                    |                                                    |                                                    |                                                    |                                                    |
| 1                                                  | Xhavid Nimani                                      |                                                    | mai 1974                                           | août 1981                                          | Ligue des communistes de Yougoslavie               |                                                    |
| 2                                                  | Ali Shukriu                                        |                                                    | août 1981                                          | 1982                                               | Ligue des communistes de Yougoslavie               |                                                    |
| 3                                                  | Kolë Shiroka                                       |                                                    | 1982                                               | mai 1983                                           | Ligue des communistes de Yougoslavie               |                                                    |
| 4                                                  | Shefqet Nebih Gashi                                |                                                    | mai 1983                                           | mai 1985                                           | Ligue des communistes de Yougoslavie               |                                                    |
| 5                                                  | Branislav Škembarević                              |                                                    | mai 1985                                           | mai 1986                                           | Ligue des communistes de Yougoslavie               |                                                    |
| 6                                                  | Bajram Selani                                      |                                                    | mai 1986                                           | mai 1988                                           | Ligue des communistes de Yougoslavie               |                                                    |
| 7                                                  | Remzi Kolgeci                                      |                                                    | mai 1988                                           | 5 avril 1989                                       | Ligue des communistes de Yougoslavie               |                                                    |
| 8                                                  | Hysen Kajdomçaj                                    |                                                    | 27 juin 1989                                       | 11 avril 1990                                      | Ligue des communistes de Yougoslavie               |                                                    |

## République de Kosova (1992-2000)
| Président de la République de Kosova | Président de la République de Kosova | Président de la République de Kosova | Président de la République de Kosova | Président de la République de Kosova | Président de la République de Kosova | Président de la République de Kosova |
| Titulaire                            | Titulaire                            | Titulaire                            | Mandat                               | Mandat                               | Parti                                |                                      |
| Titulaire                            | Titulaire                            | Titulaire                            | Début                                | Fin                                  | Parti                                |                                      |
| ------------------------------------ | ------------------------------------ | ------------------------------------ | ------------------------------------ | ------------------------------------ | ------------------------------------ | ------------------------------------ |
| 1                                    | Ibrahim Rugova                       |                                      | 25 janvier 1992                      | 1er février 2000                     | Ligue démocratique du Kosovo         |                                      |

## Province autonome serbe du Kosovo (2002-2008)
| Président de la province autonome serbe du Kosovo | Président de la province autonome serbe du Kosovo | Président de la province autonome serbe du Kosovo | Président de la province autonome serbe du Kosovo | Président de la province autonome serbe du Kosovo | Président de la province autonome serbe du Kosovo | Président de la province autonome serbe du Kosovo |
| Titulaire                                         | Titulaire                                         | Titulaire                                         | Élection                                          | Mandat                                            | Mandat                                            | Parti                                             |
| Titulaire                                         | Titulaire                                         | Titulaire                                         | Élection                                          | Début                                             | Fin                                               | Parti                                             |
| ------------------------------------------------- | ------------------------------------------------- | ------------------------------------------------- | ------------------------------------------------- | ------------------------------------------------- | ------------------------------------------------- | ------------------------------------------------- |
| 1                                                 | Ibrahim Rugova                                    |                                                   | 2002                                              | 4 mars 2002                                       | 21 janvier 2006                                   | Ligue démocratique du Kosovo                      |
| —                                                 | Nexhat Daci (par intérim)                         |                                                   | —                                                 | 21 janvier 2006                                   | 10 février 2006                                   | Ligue démocratique du Kosovo                      |
| 2                                                 | Fatmir Sejdiu                                     |                                                   | 2006                                              | 10 février 2006                                   | 17 février 2008                                   | Ligue démocratique du Kosovo                      |

## République du Kosovo (depuis 2008)
| Président de la République du Kosovo | Président de la République du Kosovo | Président de la République du Kosovo | Président de la République du Kosovo | Président de la République du Kosovo | Président de la République du Kosovo | Président de la République du Kosovo |
| Titulaire                            | Titulaire                            | Titulaire                            | Élection                             | Mandat                               | Mandat                               | Parti                                |
| Titulaire                            | Titulaire                            | Titulaire                            | Élection                             | Début                                | Fin                                  | Parti                                |
| ------------------------------------ | ------------------------------------ | ------------------------------------ | ------------------------------------ | ------------------------------------ | ------------------------------------ | ------------------------------------ |
|                                      |                                      | Fatmir Sejdiu (1951)                 | —                                    | 17 février 2008                      | 27 septembre 2010                    | LDK                                  |
|                                      |                                      | Jakup Krasniqi (1951)                | Intérim                              | 27 septembre 2010                    | 22 février 2011                      | PDK                                  |
|                                      |                                      | Behgjet Pacolli (1951)               | 02/2011                              | 22 février 2011                      | 1er avril 2011                       | AKR                                  |
|                                      |                                      | Jakup Krasniqi (1951)                | Intérim                              | 1er avril 2011                       | 7 avril 2011                         | PDK                                  |
|                                      |                                      | Atifete Jahjaga (1975)               | 04/2011                              | 7 avril 2011                         | 7 avril 2016                         | SE                                   |
|                                      |                                      | Hashim Thaçi (1968)                  | 2016                                 | 7 avril 2016                         | 5 novembre 2020                      | PDK                                  |
|                                      |                                      | Vjosa Osmani (1982)                  | Intérim                              | 5 novembre 2020                      | 22 mars 2021                         | Guxo                                 |
|                                      |                                      | Glauk Konjufca (1981)                | Intérim                              | 22 mars 2021                         | 4 avril 2021                         | VV                                   |
|                                      |                                      | Vjosa Osmani (1982)                  | 2021                                 | 4 avril 2021                         | en fonction                          | Guxo                                 |